# اوه یانگ-کی
اوه یانگ-کی (انگلیسی: Oh Young-ki؛ زادهٔ ۱۱ نوامبر ۱۹۶۵) بازیکن هندبال اهل کره جنوبی است.
از باشگاه‌هایی که در آن بازی کرده‌است می‌توان به اشاره کرد.